# Unibol Futebol Clube
O Unibol Futebol Clube, conhecido popularmente como Unibol ou UNIBOL (com letras maiúsculas), é um clube desportivo brasileiro de futebol da cidade de Paulista, na Região Metropolitana do Recife, no estado de Pernambuco. Fundado originalmente em 1996 como Unibol Pernambuco Futebol S/C Ltda., o Unibol foi um clube presente na esfera futebolística pernambucana que tinha uma parceria entre o Grupo Moura, o piloto Emerson Fittipaldi e o empresário José Carlos Brunoro. O Unibol é o primeiro clube-empresa de Pernambuco. 
Em toda sua história, destaca-se o título do Campeonato Pernambucano da Série A2 de 1998,
 duas participações na Série A1 do Pernambucano e uma participação na Série C do Campeonato Brasileiro de 1999.
 A última temporada do clube no futebol profissional foi no ano de 2004, quando disputou a Série A2 do Campeonato Pernambucano.
Em 2025, em reunião no salão nobre da Federação Pernambucana de Futebol, após 21 anos de inatividade foi anunciado o retorno profissional do clube, como Sociedade Anônima do Futebol — SAF. Inicialmente, o clube deve focar em competições de base e posteriormente, disputar a Série A3. 

## História
Fundado em 16 de outubro de 1996 por uma parceria entre o Grupo Moura, o piloto Emerson Fittipaldi e o empresário José Carlos Brunoro, o Unibol é o primeiro clube-empresa de Pernambuco. Em março de 1998, o clube foi comprado pela rede de lojas Via Sports; a venda ficou em R$ 50 mil.
Os dirigentes do Unibol inspiraram-se no Blackburn Rovers da Inglaterra para desenhar o uniforme do clube. A camisa tem faixas horizontais nas cores azul e branca e um distintivo antigo apresentava o slogan Pela Arte e Pelo Trabalho, numa tradução livre do latim Arte et Labore, do distintivo dos Rovers. Ao lado do slogan, havia um sol, símbolo do clima quente de Pernambuco. Em 1999, passa a disputar seus jogos em Goiana e em junho de 1999, o time passaria a chamar-se Pernambuco Futebol Clube, porém a Federação Pernambucana de Futebol não permitiu a troca. Em dezembro de 2000, passou a se chamar Unibol Pernambuco Futebol Clube.

## Títulos
| ESTADUAIS | ESTADUAIS                          | ESTADUAIS | ESTADUAIS  |
|           | Competição                         | Títulos   | Temporadas |
|           | Campeonato Pernambucano - Série A2 | 1         | 1998       |
| --------- | ---------------------------------- | --------- | ---------- |

Outras conquistas
- Copa Catende: 1 (2011)
- Copa Liga Pernambuco: 1 (2021)
- Campeonato Pernambucano Sub-15: 1 (1999)
- Campeonato Pernambucano Sub-17: 1 (2000)

## Estatísticas

### Participações
| Competição | Competição                         | Temporadas | Melhor campanha | Estreia | Última | P | R |
| Pernambuco | Campeonato Pernambucano - Série A1 | 2          | 6.º colocado    | 1999    | 2000   |   | 1 |
| Pernambuco | Campeonato Pernambucano - Série A2 | 4          | Campeão (1998)  | 1997    | 2004   | 1 | – |
| Pernambuco | Copa Pernambucana                  | 1          | 3.º colocado    | 1999    | 1999   |   |   |
| Brasil     | Série C                            | 1          | 28.º colocado   | 1999    | 1999   | – | – |

### Campanhas de destaque
| Unibol Futebol Clube               | Unibol Futebol Clube | Unibol Futebol Clube | Unibol Futebol Clube | Unibol Futebol Clube |
| Torneio                            | Campeão              | Vice-campeão         | Terceiro             | Quarto               |
| ---------------------------------- | -------------------- | -------------------- | -------------------- | -------------------- |
| Campeonato Brasileiro - Série C    | —                    | —                    | —                    | —                    |
| Campeonato Pernambucano            | —                    | —                    | —                    | —                    |
| Campeonato Pernambucano - Série A2 | 1 (1998)             | 0 (não possui)       | 1 (1999)             | 0 (não possui)       |
| Copa Pernambucana                  | 0 (não possui)       | 0 (não possui)       | 1 (1999)             | 0 (não possui)       |

### Ídolos
Ao longo de sua história, o Unibol sempre contou com jogadores de grande expressão, que contribuíram para as conquistas da equipe no futebol estadual. O maior nome de sua história é o do Hernanes – o Profeta.  Craque da Seleção Brasileira e campeão da Copa das Confederações FIFA de 2013, foi a maior revelação do clube para o cenário do futebol nacional e internacional.  Foi da base do Unibol de 1999 à 2000, quando se transferiu para o São Paulo em 2001, onde começou sua carreira vitoriosa.